# Eugenia schulziana
Eugenia schulziana là một loài thực vật thuộc họ Myrtaceae. Đây là loài đặc hữu của Jamaica.